# Biathlon aux Jeux olympiques de 2018 – Départ groupé hommes
Navigation
Sotchi 2014 Pékin 2022
L'épreuve masculine du 15 km départ groupé (ou Mass start) aux Jeux olympiques d'hiver de 2018 a lieu le 18 février 2018 au Centre de biathlon et de ski de fond d'Alpensia.
L'épreuve est remporté par le français Martin Fourcade, devant l'Allemand Simon Schempp et le Norvégien Emil Hegle Svendsen.

## Médaillés
| Or                       | Argent                    | Bronze                        |
| Martin Fourcade (France) | Simon Schempp (Allemagne) | Emil Hegle Svendsen (Norvège) |

## Résultats
La course commence à 20 h 15.
| Rang                                | Dossard | Nom                    | Pays               | Pénalité (C+C+D+D) | Temps         | Retard         |
| ----------------------------------- | ------- | ---------------------- | ------------------ | ------------------ | ------------- | -------------- |
| Médaille d'or, Jeux olympiques      | 2       | Martin Fourcade        | France             | 2 (1+0+0+1)        | 35 min 47 s 3 | –              |
| Médaille d'argent, Jeux olympiques  | 14      | Simon Schempp          | Allemagne          | 1 (0+0+0+1)        | 35 min 47 s 3 | + 0.0          |
| Médaille de bronze, Jeux olympiques | 15      | Emil Hegle Svendsen    | Norvège            | 2 (1+0+1+0)        | 35 min 58 s 5 | + 11 s 2       |
| 4                                   | 19      | Erik Lesser            | Allemagne          | 2 (0+0+0+2)        | 35 min 58 s 9 | + 11 s 6       |
| 5                                   | 8       | Benedikt Doll          | Allemagne          | 1 (0+0+1+0)        | 36 min 06 s 1 | + 18 s 8       |
| 6                                   | 18      | Julian Eberhard        | Autriche           | 3 (1+0+1+1)        | 36 min 18 s 0 | + 30 s 7       |
| 7                                   | 20      | Erlend Bjøntegaard     | Norvège            | 2 (0+0+2+0)        | 36 min 19 s 4 | + 32 s 1       |
| 8                                   | 10      | Tarjei Bø              | Norvège            | 3 (1+0+2+0)        | 36 min 21 s 9 | + 34 s 6       |
| 9                                   | 25      | Jesper Nelin           | Suède              | 2 (0+2+0+0)        | 36 min 21 s 9 | + 34 s 6       |
| 10                                  | 6       | Jakov Fak              | Slovénie           | 1 (0+0+1+0)        | 36 min 23 s 4 | + 36 s 1       |
| 11                                  | 29      | Ondřej Moravec         | République tchèque | 1 (0+0+0+1)        | 36 min 23 s 6 | + 36 s 3       |
| 12                                  | 9       | Dominik Landertinger   | Autriche           | 1 (0+0+1+0)        | 36 min 47 s 3 | + 1 min 00 s 0 |
| 13                                  | 1       | Arnd Peiffer           | Allemagne          | 4 (1+0+1+2)        | 36 min 47 s 5 | + 1 min 00 s 2 |
| 14                                  | 16      | Simon Eder             | Autriche           | 3 (1+0+0+2)        | 37 min 01 s 0 | + 1 min 13 s 7 |
| 15                                  | 26      | Fredrik Lindström      | Suède              | 3 (0+0+2+1)        | 37 min 02 s 6 | + 1 min 15 s 3 |
| 16                                  | 3       | Johannes Thingnes Bø   | Norvège            | 3 (0+3+0+0)        | 37 min 07 s 3 | + 1 min 20 s 0 |
| 17                                  | 7       | Dominik Windisch       | Italie             | 4 (0+1+2+1)        | 37 min 07 s 7 | + 1 min 20 s 4 |
| 18                                  | 12      | Lukas Hofer            | Italie             | 4 (1+1+0+2)        | 37 min 07 s 7 | + 1 min 20 s 4 |
| 19                                  | 23      | Antonin Guigonnat      | France             | 5 (1+0+2+2)        | 37 min 15 s 3 | + 1 min 28 s 0 |
| 20                                  | 22      | Klemen Bauer           | Slovénie           | 4 (1+0+2+1)        | 37 min 19 s 8 | + 1 min 32 s 5 |
| 21                                  | 30      | Tero Seppälä           | Finlande           | 3 (1+2+0+0)        | 37 min 25 s 0 | + 1 min 37 s 7 |
| 22                                  | 11      | Simon Desthieux        | France             | 5 (1+2+2+0)        | 37 min 45 s 9 | + 1 min 58 s 6 |
| 23                                  | 5       | Sebastian Samuelsson   | Suède              | 4 (0+1+2+1)        | 37 min 58 s 8 | + 2 min 11 s 5 |
| 24                                  | 28      | Serafin Wiestner       | Suisse             | 3 (2+1+0+0)        | 38 min 00 s 9 | + 2 min 13 s 6 |
| 25                                  | 21      | Timofey Lapshin        | Corée du Sud       | 1 (0+1+0+0)        | 38 min 07 s 4 | + 2 min 20 s 1 |
| 26                                  | 4       | Michal Krčmář          | République tchèque | 5 (1+1+1+2)        | 38 min 09 s 9 | + 2 min 22 s 6 |
| 27                                  | 13      | Benjamin Weger         | Suisse             | 5 (2+2+1+0)        | 38 min 10 s 5 | + 2 min 23 s 2 |
| 28                                  | 27      | Andrejs Rastorgujevs   | Lettonie           | 3 (0+1+0+2)        | 38 min 47 s 4 | + 3 min 00 s 1 |
| 29                                  | 17      | Quentin Fillon Maillet | France             | 7 (3+2+2+0)        | 38 min 57 s 5 | + 3 min 10 s 2 |
| 30                                  | 24      | Tomas Kaukėnas         | Lituanie           | 5 (2+0+2+1)        | 38 min 58 s 0 | + 3 min 10 s 7 |